# WTA Marbella
Das WTA Marbella (offiziell: Andalucia Tennis Experience) war ein Damen-Tennisturnier der WTA Tour, das in der spanischen Stadt Marbella ausgetragen wurde. 

## Siegerliste

### Einzel
| Jahr                         | Siegerin           | Finalgegnerin      | Ergebnis      |
| ---------------------------- | ------------------ | ------------------ | ------------- |
| ↓ Kategorie: International ↓ |                    |                    |               |
| 2009                         | Jelena Janković    | Carla Suárez       | 6:3, 3:6, 6:3 |
| 2010                         | Flavia Pennetta    | Carla Suárez       | 6:2, 4:6, 6:3 |
| 2011                         | Wiktoryja Asaranka | Irina-Camelia Begu | 6:3, 6:2      |

### Doppel
| Jahr                         | Siegerinnen                                   | Finalgegnerinnen                       | Ergebnis         |
| ---------------------------- | --------------------------------------------- | -------------------------------------- | ---------------- |
| ↓ Kategorie: International ↓ |                                               |                                        |                  |
| 2009                         | Klaudia Jans Alicja Rosolska                  | Anabel Medina Virginia Ruano           | 6:3, 6:3         |
| 2010                         | Sara Errani Roberta Vinci                     | Marija Kondratjewa Jaroslawa Schwedowa | 6:4, 6:2         |
| 2011                         | Nuria Llagostera Vives Arantxa Parra Santonja | Sara Errani Roberta Vinci              | 3:6, 6:4, [10:5] |